# Malabári pacsirta
A malabári pacsirta (Galerida malabarica) a madarak osztályának verébalakúak (Passeriformes) rendjébe, ezen belül a pacsirtafélék (Alaudidae) családjába tartozó faj.

## Rendszerezése
A fajt Giovanni Antonio Scopoli osztrák természettudós írta le 1786-ban, az Alauda nembe Alauda malabarica néven. Nevét az indiai Malabár-partról kapta.

## Előfordulása
India nyugati partvidékén honos. Természetes élőhelyei a szubtrópusi és trópusi gyepek és cserjések, sziklás környezetben, valamint legelők és szántóföldek. Állandó, nem vonuló faj.

## Megjelenése
Testhossza 16 centiméter.
|  |

## Életmódja
Magokkal és rovarokkal táplálkozik. Június-július kivételével egész évben költ. Fészkét a földön helyezi el, fészekalja két-három tojásból áll.

## Természetvédelmi helyzete
Az elterjedési területe nagyon nagy, egyedszáma pedig stabil. A Természetvédelmi Világszövetség Vörös listáján nem fenyegetett fajként szerepel.